# Sanktpeterburška podzemna železnica
Sanktpeterburški metro (rusko Петербургский метрополитен, latinizirano: Peterburgskij metropoliten) je sistem hitrega tranzita v Sankt Peterburgu v Rusiji. Gradnja se je začela na začetku leta 1941, vendar je bila ustavljena zaradi druge svetovne vojne in sledečega obleganja, v času katerega so zgrajene postaje uporabljali kot bombna zaklonišča. Odprt je bil 15. novembra 1955.
Prej je bil znan kot Leningrajski metro V. I. Lenina reda Lenina (Ленинградский Ордена Ленина Метрополитен имени В. И. Ленина). Sistem ima veliko tipičnih stalinističnih oblikovanj in ima izbrane dekoracije in umetniška dela, zaradi katerih je en najbolj privlačnih in elegantnih metrojev na svetu. Zaradi unikatne geologije mesta je Sankpeterburški metro en najglobljih na svetu in najgloblji po povprečni globini postaj. Najgloblja postaja  metroja, Admiraltejska, je 86 m pod zemljo.
Mrežo sestavlja pet linij s skupno dolžino 124 km. Ima 72 postaj, vključno s sedmimi točkami za transfer. Dnevno ga uporablja okrog 2 mio potnikov in je tako 26. najprometnejši metro sistem na svetu.

## Linije
| Ime                           | Odprta      | Zadnja postaja odprta | Dolžina (km) | Število postaj | Vagoni na vlak | Povprečna razdalja med postajami (km) | Povprečna hitrost s postajami (km/h) | Čas vožnje (min) | Povprečna globina postaje (m) |    |
| ----------------------------- | ----------- | --------------------- | ------------ | -------------- | -------------- | ------------------------------------- | ------------------------------------ | ---------------- | ----------------------------- | -- |
| Kirovsko-viborgska linija     | 15 nov 1955 | 29 dec 1978           | 29,7         | 19             | 8              | 1,6                                   | 39                                   | 46               | 50                            |    |
| Moskovsko-petrogradska linija | 29 apr 1961 | 22 dec 2006           | 30,1         | 18             | 6              | 1,8                                   | 39                                   | 46               | 45                            |    |
| Nevsko-vasileostrovska linija | 3 nov 1967  | 26 maj 2018           | 27,6         | 12             | 6              | 2,6                                   | 42                                   | 40               | 50                            |    |
| Lahtinsko-pravoberežna linija | 30 dec 1985 | 27 dec 2024           | 16           | 9              | 7              | 1,6                                   | 42                                   | 19               | 62                            |    |
| Frunzensko-primorska linija   | 20 dec 2008 | 3 okt 2019            | 26,2         | 15             | 8              | 1,9                                   | 43                                   | 42               | 57                            |    |
| Skupno:                       | Skupno:     | Skupno:               | Skupno:      | 129.6          | 73             |                                       |                                      |                  |                               |    |
| Povprečje:                    | Povprečje:  | Povprečje:            | Povprečje:   | 25,9           |                |                                       | 1,9                                  | 41               | 38                            | 53 |

### Linija 1 (Kirovsko-viborgska)
Kirovsko-viborgska ("Kirovski [rajon]–Vibyorgski [rajon]") linija je najstarejša linija metroja, odprta leta 1955. Prvotne postaje so zelo lepe in dodelano okrašene, zlasti Avtovo in Narvska. Linija povezuje štiri od petih glavnih sanktpeterburških postaj. Leta 1995 je predor med postajama Lesna in Ploščad Mužestva poplavilo in linija je bila devet let ločena na dva neodvisna dela. Vrzel med njima je povezoval avtobus. Linijo sestavljajo tri od šestih plitvih postaj na današnjem metroju.
Linija preseka Sankt Peterburg po osi severovzhod–jugozahod. Na jugu njena poravnava sledi obali Finskega zaliva. Na severu se razteza izven mestnih mej v Leningrajsko oblast (je edina linija ki sega izven mestnih mej). Kirovsko–viborgskaja linija je na zemljevidih metroja na splošno obarvana rdeče.

### Linija 2 (Moskovsko-petrogradska)
Moskovsko-petrogradska ("Moskovski [rajon]–Petrogradski [rajon]") linija je druga najstarejša linija metroja, odprta leta 1961. Imela je prvi transfer med platformami v ZSSR. Prav tako je bila prva metro linija v Sankt Peterburgu z unikatnim tipom platforme, ki so jo kmalu poimenovali »horizontalni dvig«. Linija preseka Sankt Peterburg po osi sever–jug in je na splošno obarvana modro na zemljevidih metroja. Leta 2006 je bil odprt podaljšek metroja, s katerim je linija postala najdaljša linija v sistemu.

### Linija 3 (Nevsko-vasileostrovska)
Nevsko-Vasileostrovska ("Nevski [rajon]–Vasileostrovski [rajon]") linija je linija metroja, odprta leta 1967. Od leta 1994 nosi oznako Linija 3. Med sanktpeterburškimi metro linijami izstopa iz dveh razlogov: njene postaje so skoraj izključno vodoravno dvižnega tipa in ima najdaljše predore med postajami v celotnem sistemu. Uradniki metroja so prvotno načrtovali dodajanje postaj med obstoječimi, vendar so bili ti načrti pozneje odpovedani.
Linija preseka center Sankt Peterburga po osi vzhod–zahod in se na to obrne proti jugovzhodu, sledeč levemu bregu reke Neve. Na splošno je na zemljevidih metroja obarvana zeleno.

### Linija 4 (Lahtinsko-pravoberežna)
Lahtinsko-pravoberežna ("Lahta–desni breg") linija, prvotno znana samo kot Pravoberežna ("Desni breg") linija, je bila odprta leta 1985. Je najkrajša linija sistema, postaje pa so sodobno oblikovane.

### Linija 5 (Frunzensko-primorska)
Frunzensko-primorska ("Frunzenski [rajon]–Primorski [rajon]") linija povezuje zgodovinsko središče mesta s severozahodnimi in južnimi rajoni. V načrtu je širitev linje proti severu.

### Linija 6 (Krasnoseljsko-kalininska)
Krasnoseljsko-kalininska ("Krasnoseljski [rajon]–Kalininski [rajon]") linija bo potekala od jugozahoda skozi mestno središče na severovzhod mesta. Prvi odsek linije, ki sestavljata postaji Jugo-zapadna in Putilovska, naj bi bil odprt leta 2024.
1. ↑  Approximately and depends on time of day
2. ↑  »Saint Petersburg Metro map« (v ruščini). Yandex. Arhivirano iz spletišča dne 4. februarja 2012. Pridobljeno 13. januarja 2012.